# Taj Mahal (음반)
《Taj Mahal》은 미국의 블루스 기타리스트이자 보컬리스트인 타지 마할의 데뷔 스튜디오 음반이다. 1967년 기타리스트 제시 에드 데이비스와 라이 쿠더를 포함한 후원 음악가들과 함께 녹음된 이 음반은 1968년 컬럼비아 레코드에 의해 발매되었다.
이 음반에는 슬리피 존 에스테스, 로버트 존슨, 소니 보이 윌리엄슨 2세의 초기 블루스 곡의 업데이트 버전이 대부분 포함되어 있다. 또한 인기 있는 올맨 브라더스 밴드의 녹음에 영감을 준 블라인드 윌리 맥텔의 〈Statesboro Blues〉를 타지 마할의 블루스 록 각색도 포함되어 있다.

## 커버 아트
커버에 등장한 솔트 박스로 알려진 빅토리아 집은 한때 로스앤젤레스의 벙커 힐 근처의 벙커 힐 애비뉴에 있었다. 1962년에 도시 랜드마크로 지정된 이 집은 헤리티지 스퀘어 박물관의 미래 장소에서 복구를 기다리는 동안 1969년 방화로 인한 화재로 둘 다 소실된 유일한 두 집 중 하나였다. 벙커 힐 애비뉴는 더 이상 존재하지 않고 집의 원래 위치 주변의 2 블록 전체가 현재 웰스 파고 센터가 있는 곳이다.

## 평가
| 전문가 평가                           | 전문가 평가 |
| 평가 점수                             | 평가 점수   |
| 출처                                  | 점수        |
| ------------------------------------- | ----------- |
| AllMusic                              | [ 3 ]       |
| Entertainment Weekly                  | A           |
| The Penguin Guide to Blues Recordings | [ 5 ]       |

음악 평론가 브루스 에더는 이 음반을 별 다섯 개 중 다섯 개를 주었다. 올뮤직의 리뷰에서 에더는 "음반에서 드러났듯이 힘들고 신나는 옛 블루스와 새로운 블루스의 혼합된 사운드를 들려준다. 1968년 가장 조용하고 반항적으로 우상 파괴적인 기록 중 하나가 되어야 했다."
타지 마할의 《엔터테인먼트 위클리》 음악 리뷰에서 토니 셔먼은 이 음반에 "A"를 주었고, 이 음반은 "타지의 30장 이상의 음반 중 최고의 기세로 폭발한다"고 썼다.

## 곡 목록
| #  | 제목                                   | 작사·작곡              | 재생 시간 |
| -- | -------------------------------------- | ---------------------- | --------- |
| 1. | 〈Leaving Trunk〉                      | 슬리피 존 에스테스     | 4:51      |
| 2. | 〈Statesboro Blues〉                   | 블라인드 윌리 맥텔     | 2:59      |
| 3. | 〈Checkin' Up on My Baby〉             | 소니 보이 윌리엄슨 2세 | 4:55      |
| 4. | 〈Everybody's Got to Change Sometime〉 | 에스테스               | 2:57      |
| 5. | 〈EZ Rider〉                           | 타지 마할              | 3:04      |
| 6. | 〈Dust My Broom〉                      | 로버트 존슨            | 2:39      |
| 7. | 〈Diving Duck Blues〉                  | 에스테스               | 2:42      |
| 8. | 〈The Celebrated Walkin' Blues〉       | 민요                   | 8:52      |